# (12307) 1991 UA
(12307) 1991 UA là một tiểu hành tinh nằm ở rìa ngoài của vành đai chính. Nó được phát hiện bởi Seiji Ueda và Hiroshi Kaneda ở Kushiro, Hokkaidō, Nhật Bản, ngày 18 tháng 10 năm 1991.